# 枠組壁建築技能士
枠組壁建築技能士（わくぐみかべけんちくぎのうし）とは、国家資格である技能検定制度の一種で、都道府県知事（問題作成等は中央職業能力開発協会、試験の実施等は都道府県職業能力開発協会）が実施する、枠組壁建築に関する学科及び実技試験に合格した者をいう。
なお職業能力開発促進法により、枠組壁建築技能士資格を持っていないものが枠組壁建築技能士と称することは禁じられている。
枠組壁建築技能士は、職業訓練指導員 (建築科)、職業訓練指導員 (枠組壁建築科)の実技試験免除資格になっている。

## 級別
単一等級のみである。

## 実技作業試験内容（枠組壁工事作業）
- 単一等級
  - 作業試験：製作図に従い、小屋組の一部の現寸図を作成し、枠組壁工法により、小屋組及び壁枠組の一部の加工組立てを行う。試験時間＝4時間30分
  - ペーパーテスト：枠組壁工法による平屋建の住宅の平面図等の各種図面から土台、床、壁及び小屋に必要な構造用製材の定尺寸法、実長寸法及び数量並びに構造用合板の数量の算出について行う。試験時間＝2時間